# Château de Pieuillet
Le château de Pieuillet est une propriété privée, il n'a jamais eu pour vocation de défendre, mais a logé de nombreuses familles.

## Localisation
Le château de Pieuillet est situé dans le département français de la Haute-Savoie, sur la commune de Marcellaz-Albanais. Il se situe au-dessus de la route de Rumilly. Le château prend place entre le village de Sales et de Marcellaz-Albanais, sur le revers occidental d’un coteau qui domine la plaine de Rumilly. Il est entouré de cultures et de champs agricoles, c’est une zone humide et très diversifiée avec des arbustes et phragmites.

## Historique
Le château de Pieuillet a toujours eu une vocation résidentielle.
À la fin du XVIe siècle, le domaine de Pieuillet appartenait à Philippe Critain, qui détenait également la maison forte du village, c’était le seigneur de Montregard, situé à Thônes. Celui-ci épouse, le 7 septembre 1572, Philippine de Juge, native de Rumilly.
Le 27 juin 1617, le château est vendu par leur fils, François Critain de Montregard à son cousin François le Juge, avocat au Sénat de Savoie, celui-ci lui doit encore 3000 florins en 1619. François de Juge est le fils de Maurice le juge, châtelain de la ville de Rumilly.  
Au XVIIe siècle, c’est donc la famille de Juge qui est propriétaire du château de Pieuillet, établit à Rumilly dès le XIVe siècle, elle fut anoblie en 1498, après avoir été procureur au conseil d’état. Puis, en 1650 Philiberte Juge, veuve de Vidomne de Novery, fonde le collège de Rumilly, la ville voisine.
En 1763, le château appartient à Jean Denis de Juge qui est alors nommé seigneur de Pieuillet, son fils Jean Joseph juge de Pieuillet donnera naissance à deux fils, dont l’un étant le plus connu de sa famille. Né en 1797, Auguste de Juge, rayonne dans sa carrière de magistrat à Bonneville et à Annecy. Puis, il s’exécute en entrant au Sénat de Savoie en 1840, enfin lors de l’annexion de la Savoie à la France en 1860, il prend le poste de président honoraire de la cour d’appel créée à Chambéry. Néanmoins, c’est pour ses talents d’écrivain qu’il sera remarqué et obtiendra les éloges de Lamartine et l’admiration de Théophile Gautier. C’est avec son poème « Le lac de Genève » que celui-ci remportera le plus de succès. Le fabuliste des Alpes meurt au château de Pieuillet en 1863. Son frère, François de Juge de Pieuillet est né en 1799, lui aussi développe sa carrière et devient administrateur, puis il est intendant de Genève et du Général de Sardaigne.
Au début du XXe siècle, le château appartient à Monsieur et Madame Félix Sage, ils le revendront dès 1927.
C'est alors la famille Curt qui détient la propriété, avant de la revendre à Monsieur Behaghel François en 1979.
De 1938 à 1973, le château est loué par une colonie de vacances, tout comme d’autres monuments de l’époque tel que le château de Chitry situé à Vallières-sur-Fier.
Aujourd’hui c’est une propriété privée, qui est détenue par Monsieur et Madame Durand qui l'ont acheté en 1993.

## Description
Le château de Pieuillet surplombe la route de Rumilly, il possède deux tours carrés qui encadrent la façade. Il se compose d’un corps de logis rectangulaire à trois étages en pierre, dont le petit côté regarde vers l’ouest. Il est également constitué d’une chapelle au niveau supérieur de la tour nord et possède un toit pointu.
Le château fut restauré une fois par le propriétaire de la maison forte de Rogles, monsieur Behagel.

## Visites
Le château de Pieuillet étant une propriété privée, l'intérieur n’est pas accessible pour des visites.

## Culture
Le château de Pieuillet est au cœur des influences artistiques, il a notamment inspiré des peintures de la galerie de Jean Claude Raboin et ses peintures sur toile, mais il est aussi à l’origine du poème de Joseph Berlioz titré, Le réveil - Rumilly et ses environs en 1882 où il fait l'éloge de Rumilly. Il a été édité à l'imprimerie de Joseph Dépollier à Annecy.